# Disparia grisescens
Disparia grisescens är en fjärilsart som beskrevs av M.Gaede 1930. Disparia grisescens ingår i släktet Disparia och familjen tandspinnare. Inga underarter finns listade i Catalogue of Life.